# Cantone di Coursegoules
Il Cantone di Coursegoules era una divisione amministrativa dell'arrondissement di Grasse.
A seguito della riforma approvata con decreto del 24 febbraio 2014, che ha avuto attuazione dopo le elezioni dipartimentali del 2015, è stato soppresso.

## Composizione
Comprendeva 8 comuni:
- Bézaudun-les-Alpes
- Bouyon
- Cipières
- Conségudes
- Coursegoules
- Les Ferres
- Gréolières
- Roquestéron-Grasse